# 宥範
宥範（ゆうはん/ゆうばん、文永7年（1270年）- 観応3年/正平7年7月1日（1352年8月11日））は、鎌倉時代から南北朝時代にかけて真言宗の僧。号は大弐房。法名は宥鑁とも書く。

## 生涯
讃岐国那珂郡櫛梨荘の人物。若くして善通寺で受戒し、浄土教を学ぶ。その後、讃岐の無量寿院の覚道や下野の鶏足寺の頼尊らに学ぶ。
次いで下野衣寺の宥祥に『大日経疏』を学び、その講伝を記録した『見聞問答』を著す。宥祥の勧めにより、山科の安祥寺の光誉より安祥流を学び宥範方を開く。
その後
- 1331年（元徳3年/元弘元年）7月28日、善通寺帰住し東北院に居住す。〈贈僧正宥範発心求法縁起〉[1][2]。
- 1338～41年（暦応年間）五重塔などの諸堂を再興する。
- 1341年（暦応4年）7月20日、幕府の認可により、初代誕生院住職に任命される。〈善通寺文書〉
- 1344年（康永3年）12月10日、足利尊氏利生塔建立、供養導師をつとめる。〈贈僧正宥範発心求法縁起〉
- 1352年（観応3年/正平7月1日）8月11日、死去。

エピソード
- 1573年（元亀4年）に金毘羅大権現を開いた宥雅が、それに先立ち善通寺で修行し現・琴平町にあった善通寺塔中である称名院に赴任後金光院を創立した際、当時讃岐で有名であった宥範を初代院主と仮託し自らは二代目であるとした。
- 現在でも四国八十八ヶ所は空海が開いたとされていて誰が開創したか確定されていないが、宥範が開創し空海に仮託したのではとの説が自然である。